# 榮耀戰魂
《荣耀战魂》是由育碧蒙特利尔开发，育碧发行的多人在线格斗砍杀游戏，支持Microsoft Windows、PlayStation 4和Xbox One平台，于2017年2月14日全球发行。遊戲可讓玩家在中世紀幻想世界中扮演歷史出現過的戰士們，當前阵营包括騎士、武士、維京人、武林還有漂泊者。游戏採用第三人稱。

## 玩法
《荣耀战魂》的情景设定于以中世纪时期为背景的假想环境中。玩家可以扮演来自五个不同派系的角色，即黑石军团骑士、天选武士、战争之子维京勇士和武林英雄，流浪的漂泊者。这五个派系分别为骑士、武士、维京人、武林及漂泊者。游戏首发时，每个派系都有4名可操作角色，之后的每个赛季开始时都会同步更新两个新的角色。
先锋类角色被描述为“较为平衡的角色”，进攻和防御都很优秀。刺杀类角色在与敌方的决斗中较为快速和高效，但是给敌方造成的伤害较小。重装类角色抵抗伤害的能力更强且更适合守卫据点，尽管他们的攻击速度较慢。最后一类通常被称作“混合类职业”，他们通常是两到三类角色的结合，此类角色更能胜任一些其他职业无法胜任的情况，但於近期更新的新腳色及重製腳色的招式分類的界線逐漸模糊。後遊戲中的英雄目前有：
- 先鋒：看守者、劍聖、突擊者、天地、好戰者
- 刺客：和平使者、角鬥士、狂戰士、薩滿、大蛇、忍者、女俠
- 重裝：征服者、黑色教長、督軍、耶夢加德、守護鬼、劊子手、將軍、瓦蘭吉衛士
- 混合：仲裁者、百夫長、女武神、高地勇士、野武士、荒武者、少林武僧、斬虎、虛心、格里芬、海盜、守護者、阿菲菈

| 名稱       | 角色   | 難易度    | 陣營   | 特性                         |
| ---------- | ------ | --------- | ------ | ---------------------------- |
| 看守者     | 先鋒   | 簡單      | 騎士   | 適應性強、容易上手           |
| 和平使者   | 刺客   | 中等      | 騎士   | 速度快、善於反擊             |
| 征服者     | 重裝兵 | 中等      | 騎士   | 防禦力強、強力攻擊手         |
| 仲裁者     | 混合型 | 困難      | 騎士   | 善於反擊、封阻手             |
| 百夫長     | 混合型 | 困難      | 騎士   | 進身戰鬥能手、密集的混招     |
| 角鬥士     | 刺客   | 簡單      | 騎士   | 擅長保留精力、密集的混招     |
| 黑色教長   | 重裝兵 | 簡單-中等 | 騎士   | 反擊者、守護者               |
| 好戰者     | 先鋒   | 簡單      | 騎士   | 適應性強、容易上手           |
| 格里芬     | 混合型 | 簡單      | 騎士   | 支援、全能型                 |
| 突襲者     | 先鋒   | 簡單      | 維京人 | 適應性強、容易上手           |
| 狂戰士     | 刺客   | 困難      | 維京人 | 近距離、擾亂者               |
| 督軍       | 重裝兵 | 中等      | 維京人 | 擾亂者、善於反擊             |
| 女武神     | 混合型 | 困難      | 維京人 | 適應性強、封阻手             |
| 高地勇士   | 混合型 | 困難      | 維京人 | 兩種戰鬥型態、技術型戰士     |
| 薩滿       | 刺客   | 中等      | 維京人 | 掠奪者、快速攻擊者、鮮血狂喜 |
| 耶夢加德   | 重裝兵 | 中等      | 維京人 | 封阻手、擾亂者               |
| 瓦蘭吉衛士 | 重裝兵 | 中等      | 維京人 | 防禦者、封阻手               |
| 劍聖       | 先鋒   | 簡單      | 武士   | 適應性強、中距離             |
| 大蛇       | 刺客   | 困難      | 武士   | 敏捷、善於反擊               |
| 守護鬼     | 重裝兵 | 簡單      | 武士   | 封阻手、強力攻擊手           |
| 野武士     | 混合型 | 困難      | 武士   | 攻擊距離長、多樣化撤退方式   |
| 忍者       | 刺客   | 困難      | 武士   | 高機動、善於反擊             |
| 荒武者     | 混合型 | 中等      | 武士   | 快速攻擊、佯攻、反擊         |
| 劊子手     | 重裝兵 | 中等      | 武士   | 密集的混招、強力攻擊手       |
| 虛心       | 混合型 | 困難      | 武士   | 善於反擊、防禦性高           |
| 天地       | 先鋒   | 簡單      | 武林   | 適應性強的閃避專家           |
| 女俠       | 刺客   | 中等      | 武林   | 單挑者、密集的混招           |
| 將軍       | 重裝兵 | 困難      | 武林   | 遠距離、精力恢復者           |
| 少林武僧   | 混合型 | 困難      | 武林   | 機動性高、善於採取氣姿態     |
| 斬虎       | 混合型 | 中等      | 武林   | 善於反擊、閃避攻擊的專家     |
| 海盜       | 混合型 | 中等      | 漂泊者 | 善於反擊、密集的混招         |
| 守護者     | 混合型 | 困難      | 漂泊者 | 雙戰鬥模式、全能型           |
| 阿菲拉     | 混合型 | 困難      | 漂泊者 | 襲擊無情、混招密集           |
| 美洲豹武士 | 混合型 | 中等      | 漂泊者 | 封阻手、偷襲者               |

所有的英雄都是独一无二的且拥有他们自己的武器、技能和战斗风格。本游戏有12个DLC（即：可下载内容）。玩家可使用职业独有武器来对抗他们的对手。当玩家满足某些特定条件，例如连续击杀多个非AI敌人时将获得连杀奖励，例如指令成群的弓箭手对目标范围进行打击或者治疗玩家自身。在多数的任务中都会有一定数量的AI随从跟随玩家，相比于玩家自身，他们明显更弱，并不会对玩家造成很大的威胁。
本作采用的是一套被称为“Art of Battle”的特殊战斗系统。当玩家与其他敌对的玩家、高血量的特殊AI、单人战役地方英雄AI时，玩家可以锁定攻击目标并进入一个特殊的锁定模式，在该模式下玩家必须从三个位置（即上，左，右）中选择一个作为自身武器的放置、格挡和攻击方向，同时在该模式下也会看到被锁定目标的武器位置和攻击趋势（某些特殊角色例外）以便决定自己的攻击与防守方向，只有在对方没有防御的方向上攻击才会造成伤害，同时正确的方向选择也能防御甚至反击对方的攻击，玩家们必须在两者之间进行权衡。每一个不同角色都有着自身的特殊能力和独特的战斗风格，玩家需要寻找到自己独有的方式进行战斗。这个系统的引入的目的是为了让玩家拥有更加真实的游戏体验。

### 多人模式
和单机战役一样，多人在线模式下玩家依旧拥有连杀奖励并且对应另一套不同的特殊技能。同时多人模式也包含了一般存在于射击游戏中的“队友伤害机制”，并且这一机制不单单包括了伤害，同时也包含各类的负面效果，因此玩家经常会在不经意间对队友造成很大的影响，这个影响足以威胁队友的生命。
在多人模式下玩家可以从各个细节上自定义自己的角色，包括武器和盔甲的样式、花纹和属性，这些自定义选项需要玩家在游戏内自行解锁。
目前，荣耀战魂的线上多人战斗共有七个模式：
- 4v4攻城：攻城模式下，攻击方需保护好己方攻城车，并攻破两道大门，最后杀死防守方指挥官来获取胜利。防守方则需保护好指挥官直至时间耗尽，或者在大门攻破前摧毁攻城车，或者在攻擊方攻破第二道大門後消耗完攻击方复活次数来取得胜利。
- 4v4争权：争权模式下玩家需要争夺战场上A、B、C三个点，其中B点的占领是由AI随从进行占领的，玩家需要击杀敌方AI使己方AI部队推进以控制该点，A、C两点则需要依靠玩家进行占据。每一个受控制的目标点将提供一定的点数，当任意一方的占领点数达到1000时，玩家需要杀死对方所有的玩家来獲得游戏的最终胜利。[11]
- 4v4冲突：击杀对方玩家将获得一定的分数，当任意一方的分数达到1000时，玩家需要杀死对方所有的玩家来獲得游戏的最终胜利。
- 2v2死斗：在该模式下玩家死亡将无法复活，同时玩家无法使用连杀奖励以發出特殊技能，最终倖存的一方将獲得本回合的胜利，首先赢得三回合胜利的一方将获得游戏的胜利。
- 1v1死斗：杀死对方以获得回合胜利，首先赢得三回合胜利的一方将获得游戏的胜利。
- 4v4淘汰：这一模式下玩家死亡将无法复活，最后幸存的一方将获得游戏的胜利。
- 4v4朝贡：在这一模式下双方玩家将争夺地图上刷新的旗帜并将其护送至己方的存放点，旗帜的数量将决定胜负。

### 阵营战系统
在玩家第一次登录游戏的时候，游戏要求玩家在三大派系中选择一个作为自己的所属阵营，当然这并不影响玩家在多人模式下选用其他派系的角色进行战斗。每一场多人战斗结束之后，根据玩家在游戏中的表现，系统会给予玩家名为“战争资产”的奖励，在战斗结束之后玩家将在地图上放置自己的战争资产，这些战争资产将被用于进攻其他派系与己方派系接壤的领土，说着抵御其他派系的入侵，在同一地图版块上部署战争资产多的一方将占领这一片区域。系统每隔6个小时将更新一次世界地图，每两周记为一个回合，每个赛季将持续十周（既五个回合）。在每个回合和每个赛季结束之后，每个玩家都会根据自己的表现獲得相应的奖励，并且地图将在休赛期中被重置，每个赛季结束时的领土变化将会决定下一赛季的故事背景。

## 游戏剧情

### 背景设定
在一场残酷的自然灾害让诸多强大的战士陷入一场为资源和领土的争斗之时，嗜血的亚玻伦领主（Warlord Apollyon）认为隶属于骑士（Knight）、维京人（Vikings）、武士（Samurai）三大势力的人们变得愈发羸弱，她决定通过操纵各个势力来缔造一个全面战争的时代。为了达成这一目的，她用尽了一切的手段，保持着中世纪骑士、天选武士和战争之子维京勇士之间残暴的战争。

### 情节

#### 第一章
亚玻伦（Apollyon）领主杀死了所有竞争对手之后，将艾许菲尔德（Ashfeld）所有的骑士都集结在了黑石军团的旗帜之下，这让她拥有了资本去发动一场永不休止的战争。在她讨伐一名佣兵骑士团领主赫維斯‧達本尼（Hervis Daubeny）之时，黑石军团副指挥官霍顿‧克羅斯（Holden Cross）被派來，他为避免过多无谓的死伤，便提议兩人以比武審判结束这场战斗，但怯懦的達本尼竟因惧怕霍顿的武艺而拒絕，霍顿改口让各自的副手进行决斗，達本尼随手指明了一名守护者（英語：Warden，即玩家在骑士派系单人战役中操控的角色）并声明这就是自己的副手。玩家理所当然的击败了霍顿的副手後，霍顿却表示堂堂黑石军团的士兵不能被佣兵之辈杀死，便夺下達本尼的剑当场册封玩家为黑石军团的骑士。玩家为了袍泽的性命，无奈之下加入了黑石军团。
在隶属黑石军团期间，玩家被派遣帮助盟友鋼鐵軍團團長史東(Stone)抵御来自戰魂部族（Warborn）的维京掠夺者，之後兩人卻遭到一群不肯效忠亞玻倫的叛變騎士包圍，幸好亞玻倫及時帶兵前來救了兩人，並奇怪地放過了抵抗到最後一刻的叛徒，反將投降的人們全數殺死。霍頓為了徹底擊潰戰魂部族，率大軍直搗維京人的老巢瓦肯海姆(Valkenheim)，期間亞玻倫在霍頓處決戰俘時，又饒過了一名殺死了四十名士兵的維京人，令眾人對領主招募同伴的方式感到疑惑。
在和平使者梅西(Mercy)的開路下，黑石军团攻破了瓦肯海姆，維京人首領古德穆德(Gudmundr)為了保護要塞親自出馬戰鬥，卻仍然無法阻止糧倉被燒毀，目睹這一切的古德穆德絕望地與玩家決戰，最終戰敗傷重而死。爾後梅西向玩家坦承，進攻糧倉就是為了讓維京人在饑荒中自相殘殺，在这样的回答之下，玩家终于明白亚玻伦领主彻底的违背了骑士为和平而战的原则，憤怒地將軍團的信物拋棄。霍頓質疑亚玻伦领主為何要留下少部分的食物，亞玻倫回答：“如果把粮食全都烧光，维京人会团结起来战斗;但是留下少量的粮食，维京部族间会为了粮食而互相战斗，他們之中的『惡狼』就會出現。”霍頓、史東與梅西了解到亞玻倫只是想從維京人之中挑選愛好鬥爭的人後，也對她徹底失望，于是便跟隨玩家离开了黑石军团。

#### 第二章
在黑石军团焚烧粮食之后，维京各个部落之间便为了仅存的粮食开始了混战，直到一个强有力的部落戰魂部族从群山之中走出，部落由一名突袭者（英語：Raider，玩家在维京派系单人战役中扮操控的角色）和女武神露娜（Runa）、狂战士希尔瓦（Helvar）带领，先後击殺了抢夺食物的拉格纳（Ragnar）族長與囚禁族人的殘暴軍閥希芙(Siv)，并在战斗中不断地将四散的勇士们纳入戰魂部族的旗帜之下，统一了所有的维京族人。而與希芙不合的督军史堤岡德（Stigandr）因為欣賞突襲者的作風，便親自打前鋒收复在黑石军团控制之下的造船厂，并且发现黑石军团缴获了武士们的物资，史堤岡德從物資中推測武士可能有大豐收，维京战士们便組織艦隊扬帆远航，直奔武士们的老巢。
維京人登上海岸後進攻武士们的沿海据点，守將藤清三郎(Saburo Fujikiyo)頑強抵抗，但因堡壘年久失修，最後城破身死。戰士們進入邁爾(Myre)之後，露娜從一座寺廟中搶走了地圖，大軍因此得知一條直指武士皇城的路線。維京人最終攻破了通往皇城的橋樑，橋樑守將刀千(Tozen)也在與突擊者的對決中被殺。于是維京人得以在皇城大肆燒殺搶掠，殊不知這些事都在亚玻伦的計畫之內。時間回到五年前，當時的亞玻倫成功將艾许菲尔德最強的鋼鐵軍團納為麾下，並傳達自己的理念便是讓人類回歸鬥爭的本性，為此即使招募自己的敵人也未嘗不可。

#### 第三章
维京战士攻破了皇城後，把守皇城的大名亚由（Ayu）帶著部下守护鬼大熊（Okuma）、野武士红叶（Momiji），紧急釋放了先前因言獲罪，被天皇下令关入大牢已逾三年的首席武士大蛇（Orochi，玩家在武士派系单人战役中扮演的角色）四人在混乱中会和并且击退了维京人的进攻。但此時亚玻伦领主乘乱攻进了皇城，亞由與其他大名在亂軍之中被俘，隨後亞玻倫杀死天皇，并刻意將皇居留給叫囂著要殺死她的清十郎(Seijuro)。
剩下的大名與手下的軍隊全被黑石軍團帶到邁爾，其中還不乏覬覦天皇之位的戰犯，不久後他們之間便爆發了內戰，亞由獨自殺死了三位大名後，旋即遭到其他武士包圍，幸好大熊及時通知維京人仍在邁爾，才終於结束了内战，大蛇趕到現場支援，但維京人已經乘船揚長而去，統一了武士們的亞由便決定回頭將清十郎拉下皇位。清十郎並不信任亞由而與她對抗，卻仍在與大蛇的對決中落敗，不過大蛇認為軍隊需要指揮官而留他一命，清十郎也高興天皇的首席武士終於回歸，命他率領軍隊向艾許菲爾德反攻。
行軍途中，大蛇與紅葉意外碰见了霍顿一行人正在策反黑石军团士兵，在经历了一场误会之后，大蛇為了掩護紅葉撤退而被俘虜，但霍頓與看守者知道他的目的後，便保證會留通往黑石堡壘的路給他們。最终黑石堡壘在武士與重建的鋼鐵軍團攻勢下陷落，大蛇來到塔頂擊敗了亚玻伦领主，並宣示和平即將到來，此時亞玻倫卻將自己的劍扔向戰場中心，並嘲諷他們的和平、責任與榮耀不過是謊言，留下了一句「你們都是我的狼群」後斷氣倒下。正如亞玻倫所言，進城後雙方的指揮官無法制止部下士兵們的戰鬥，維京人又在此時攻進堡壘，使得三方勢力又開始亂戰。
在亚玻伦领主死后，戰爭又維持了七年，七年後霍顿、亞由和史堤岡德再次见面，并表达了三大派系渴望和平的意愿，但是，未来谁也说不准。

## 开发

### 制作
《荣耀战魂》是由育碧蒙特利尔开发的，Blue Byte工作室负责了其中的PC版本开发。该游戏的开发工作始于2012年，《荣耀战魂》是这家公司首次尝试开发策略-动作类游戏。该游戏的架构受到了射击游戏启发。育碧在E3 2015上公布了这一作品并放出了预告片（CGI trailer）和游戏的演示版（gameplay demo）。2017年2月14日，该游戏在Microsoft Windows，PlayStation 4和Xbox One平台同步上面向全球发布。游戏的配乐原声由电影作曲家丹尼·本西（Danny Bensi）和桑德·朱利安斯（Saunder Jurriaans）创作。包含20首曲子的游戏配乐原声带于当日一同发布。

### 更新
游戏于2017年1月26日至1月29日在主机及PC平台开启封测，2月9日至2月12日进行开放测试，同年2月14日全球发售。
| 更新日期   | 更新内容                                                                           |
| ---------- | ---------------------------------------------------------------------------------- |
| 2017-03-01 | 优化与平衡性的调整，并修复bug。                                                    |
| 2017-04-03 | 增加游戏内货币收益，增加12套精英服装。                                             |
| 2017-04-07 | 增加社区“事件命令”，增加12个英雄表情。                                             |
| 2017-05-17 | 第二赛季内容“阴影与力量”同步登陆PS4、XboxOne以及PC平台。增加两个英雄，两张新地图。 |
| 2017-06-04 | 加入 “退出惩罚”系统。                                                              |
| 2017-07-17 | 修复技能表现问题，增加了Tobii人眼追踪功能，复仇机制大幅调整。                      |
| 2017-08-15 | 第三赛季“积怨与光荣”同步登陆PS4、XboxOne以及PC平台。增加两个英雄，两张新地图。     |
| 2017-10-20 | 推出特殊的万圣节活动“冥界盛宴”。                                                   |
| 2017-11-14 | 第四赛季“秩序与混乱”同步登陆PS4、XboxOne以及PC平台。增加两个英雄，两张新地图。     |
| 2017-12-05 | Xbox One X增强补丁上线 支持4K分辨率。                                              |
| 2017-12-19 | 冬季活动“寒风祭”。                                                                 |
| 2018-02-15 | 第五赛季“饿狼时代”同步登陆PS4、XboxOne以及PC平台。                                 |

2018年6月12日，育碧公司发布《荣耀战魂：烈火行军》宣传片，预告新阵营武林将于同年10月18日登场。

## 反响
| 汇总媒体   | 得分                                    |
| ---------- | --------------------------------------- |
| Metacritic | （PC）76/100 (PS4)78/100 （XONE）79/100 |

| 媒体                | 得分    |
| ------------------- | ------- |
| IGN                 | 8/10    |
| Destructoid         | 5.5/10  |
| 电子游戏月刊（EGM） | 7/10    |
| Game Informer       | 8.25/10 |
| Game Revolution     | [ 39 ]  |
| GameSpot            | 8/10    |
| GamesRadar          | [ 41 ]  |
| PC Gamer            | 74/100  |
| Polygon             | 8/10    |
| VideoGamer.com      | 7/10    |

### 获得奖项及提名
| 年份 | 奖项               | 获奖类别         | 结果 | 参考文献      |
| ---- | ------------------ | ---------------- | ---- | ------------- |
| 2016 | 2016年科隆游戏展   | 最佳PS4游戏      | 獲獎 | [ 45 ]        |
| 2016 | 2016年科隆游戏展   | 最佳XBox One游戏 | 提名 | [ 45 ]        |
| 2016 | 2016年科隆游戏展   | 最佳动作游戏     | 提名 | [ 45 ]        |
| 2016 | 2016年科隆游戏展   | 最佳多人游戏     | 提名 | [ 45 ]        |
| 2018 | 互动艺术与科学学会 | 杰出动画成就奖   | 提名 | [ 46 ] [ 47 ] |

### 评价
根据汇总媒体Metacritic的统计，《荣耀战魂》收到的整体玩家评价为好评。PC Gamer也给出了74分，并评价说，这是一个紧张刺激且富有策略性的中世纪格斗游戏，每一个付诸心血的玩家都将沉浸在无尽的征服感当中。

### 销售
- {根据Media Create的报告，在日本，荣耀战魂面世第一周[a]就以40,062份的成绩荣膺榜首。[48]
- 根据NPD集团对实体零售商和部分线上销售渠道的销售情况跟踪，在美国，荣耀战魂成为了2017年2月最畅销的游戏。[49][50]
- 在英國，根据Chart-Track（英语：Chart-Track）对非线上销售渠道的跟踪数据，该游戏成为了2017年2月12日至2月18日这一周最畅销的游戏。[51]
- 根据SuperData Research的线上渠道销售情况报告，该游戏在2017年2月在全球范围内线上销售的主机游戏中（英語：console games）排名第7，在支持的三个平台上累计销售量超过700,000份。[52]

### 玩家流失
在推出後不久，《荣耀战魂》的玩家数量急剧下降，主要原因包括育碧的网络服务品質不佳、游戏配對机制的不完善以及角色平衡性问题，根据Steam平台所進行统计，该游戏在當時的用户流失量高达95%，目前育碧官方正在努力改善游戏体验。
在2018年至2019年，已經有獨立伺服器改善連線問題，有一些玩家回流，但是主要還是有因為平衡性問題與起手難度過高，導致新手期多數人會選擇棄坑，育碧在平衡與其他細節仍有持續調整。

### 粉絲相關資訊
- 藝術概念設計
  1. The Art of For Honor: The Warden （页面存档备份，存于）
  2. The Art of For Honor: Citadel Gate
- 粉絲向藝術概念設計等
  1. Get your For Honor fan kit(2015)
  2. 2016 For Honor Fan Kit
  3. 獲取 Gamescom 2018 For Honor： Marching Fire 粉絲套件！
  4. Get our E3 2019 Official Fan Kit! （页面存档备份，存于）
- 故事
  1. THE JOURNALS OF HEATHMOOR
  2. The Journals of Heathmoor II （页面存档备份，存于）
  3. For Honor Year 4: The Year of Reckoning （页面存档备份，存于）
- Cosplay相關資訊

1. The Warden Cosplay Reference Guide（看守者） （页面存档备份，存于）
2. The Kensei Cosplay Reference Guide（劍聖）
3. The Raider Cosplay Reference Guide（突襲者） （页面存档备份，存于）
4. The Orochi Cosplay Reference Guide（大蛇）
5. The Conqueror Cosplay Reference Guide（征服者）
6. The Berserker Cosplay Reference Guide（狂戰士）
7. Cosplay指南(2018武林)
8. Cosplay指南（2019） （页面存档备份，存于）
9. Community Spotlight: Bringing Apollyon to Life with Germia's Cosplay（2020亞玻倫） （页面存档备份，存于）